# شاين ميلارد
شاين ميلارد (بالإنجليزية: Shane Millard)‏ هو لاعب دوري الرغبي أسترالي، ولد في 30 يوليو 1975 في Wauchope, New South Wales ‏ في أستراليا.